# Evania chilensis
Evania chilensis är en stekelart som beskrevs av Maximilian Spinola 1842. Evania chilensis ingår i släktet Evania och familjen hungersteklar. Inga underarter finns listade i Catalogue of Life.